# Santai

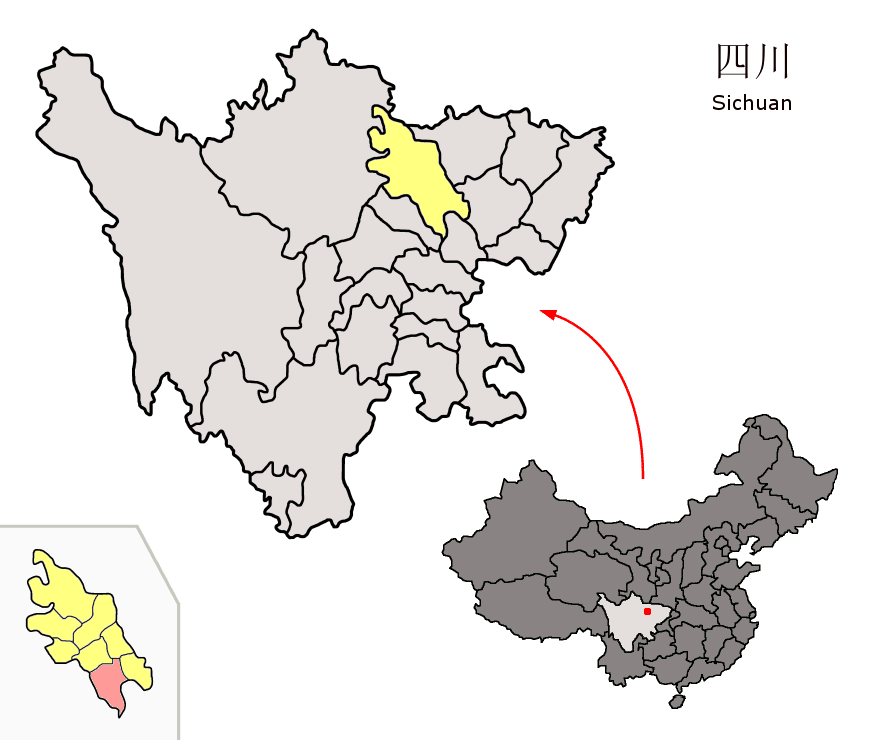
Lage des Kreises Santai (rosa) in Mianyang (gelb), Provinz Sichuan.

Der Kreis Santai (chinesisch 三台县, Pinyin Sāntái Xiàn) liegt in der chinesischen Provinz Sichuan. Er gehört zum Verwaltungsgebiet der bezirksfreien Stadt Mianyang und liegt im Süden von Mianyang. Er hat eine Fläche von 2.637 Quadratkilometern und zählt 955.811 Einwohner (Stand: Zensus 2020). 2004 betrug die Einwohnerzahl 1.460.000. Hauptort und Regierungssitz ist die Großgemeinde Tongchuan (潼川镇).
Der Fu Jiang (涪江), ein Nebenfluss des Jialing Jiang (嘉陵江) fließt durch Santai.
Die Felsgräber von Qijiang (Qijiang yamuqun (郪江崖墓群)) aus der Zeit der Östlichen Han-Dynastie stehen seit 1996 auf der Liste der Denkmäler der Volksrepublik China (4-66).
Religiöse Stätten sind der daoistische Yuntai-Tempel (Yuntaiguan 云台观) im Dorf Yuntai 云台村 der Großgemeinde Anju 安居镇 und der buddhistische Qinquan-Tempel (Qinquan si 琴泉寺) aus der Zeit der Nördlichen Wei-Dynastie in Tongchuan. Außerdem gibt es das Du-Fu-Museum (杜甫纪念馆).
In Santai wird – wie auch an anderen Stätten des Sichuan-Beckens – Brunnensalz gewonnen.

## Administrative Gliederung
Der Kreis Santai setzt sich aus 50 Großgemeinden und 13 Gemeinden zusammen. Diese sind:
- Großgemeinde Beiba (北坝镇) 34.638 Einwohner
- Großgemeinde Tongchuan (潼川镇) 109.779 Einwohner
- Großgemeinde Dongta (东塔镇) 21.494 Einwohner
- Großgemeinde Baiqing (百顷镇) 16.147 Einwohner
- Großgemeinde Tashan (塔山镇) 31.692 Einwohner
- Großgemeinde Liuchi (柳池镇) 9.251 Einwohner
- Großgemeinde Longshu (龙树镇) 19.552 Einwohner
- Großgemeinde Shian (石安镇) 23.366 Einwohner
- Großgemeinde Fushun (富顺镇) 23.446 Einwohner
- Großgemeinde Sanyuan (三元镇) 22.382 Einwohner
- Großgemeinde Qiulin (秋林镇) 19.474 Einwohner
- Großgemeinde Yongxin (永新镇) 10.676 Einwohner
- Großgemeinde Xinde (新德镇) 19.282 Einwohner
- Großgemeinde Xinsheng (新生镇) 35.226 Einwohner
- Großgemeinde Luban (鲁班镇) 33.912 Einwohner
- Großgemeinde Jingfu (景福镇) 46.445 Einwohner
- Großgemeinde Zihe (紫河镇) 17.595 Einwohner
- Großgemeinde Anju (安居镇) 11.431 Einwohner
- Großgemeinde Guanqiao (观桥镇) 46.713 Einwohner
- Großgemeinde Guojiang (郭江镇) 11.311 Einwohner
- Großgemeinde Zhongxin (中新镇) 22.031 Einwohner
- Großgemeinde Gujing (古井镇) 39.789 Einwohner
- Großgemeinde Wan’an (万安镇) 8.545 Einwohner
- Großgemeinde Xiping (西平镇) 49.739 Einwohner
- Großgemeinde Badong (八洞镇) 23.586 Einwohner
- Großgemeinde Kaihe (凯河镇) 18.463 Einwohner
- Großgemeinde Le’an (乐安镇) 39.121 Einwohner
- Großgemeinde Jianping (建平镇) 27.456 Einwohner
- Großgemeinde Qianfeng (前锋镇) 10.948 Einwohner
- Großgemeinde Jianshe (建设镇) 12.849 Einwohner
- Großgemeinde Guanghui (光辉镇) 15.049 Einwohner
- Großgemeinde Zhongtai (中太镇) 27.751 Einwohner
- Großgemeinde Jinshi (金石镇) 36.624 Einwohner
- Großgemeinde Xinlu (新鲁镇) 31.318 Einwohner
- Großgemeinde Lishu (黎曙镇) 11.445 Einwohner
- Großgemeinde Liuying (刘营镇) 43.991 Einwohner
- Großgemeinde Lingxing (灵兴镇) 16.709 Einwohner
- Großgemeinde Luxi (芦溪镇) 53.988 Einwohner
- Großgemeinde Lixin (立新镇) 28.208 Einwohner
- Großgemeinde Huayuan (花园镇) 25.987 Einwohner
- Großgemeinde Yongming (永明镇) 25.486 Einwohner
- Großgemeinde Shuangsheng (双胜镇) 11.272 Einwohner
- Großgemeinde Jingu (金鼓镇) 11.398 Einwohner
- Großgemeinde Yulin (玉林镇) 12.167 Einwohner
- Großgemeinde Jianzhong (建中镇) 26.228 Einwohner
- Großgemeinde Juhe (菊河镇) 12.469 Einwohner
- Großgemeinde Xingfu (幸福镇) 15.268 Einwohner
- Großgemeinde Laoma (老马镇) 13.278 Einwohner
- Großgemeinde Licheng (里程镇) 10.036 Einwohner
- Großgemeinde Zhengsheng (争胜镇) 9.214 Einwohner

- Gemeinde Gaoyan (高堰乡) 9.922 Einwohner
- Gemeinde Zhongxiao (忠孝乡) 9.841 Einwohner
- Gemeinde Duanshi (断石乡) 11.666 Einwohner
- Gemeinde Yuejia (乐加乡) 14.904 Einwohner
- Gemeinde Shuguang (曙光乡) 10.859 Einwohner
- Gemeinde Baoquan (宝泉乡) 9.752 Einwohner
- Gemeinde Guangli (广利乡) 10.472 Einwohner
- Gemeinde Xiehe (协和乡) 12.313 Einwohner
- Gemeinde Shuangyue (双乐乡) 12.214 Einwohner
- Gemeinde Xiaxin (下新乡) 10.520 Einwohner
- Gemeinde Jindou (进都乡) 6.420 Einwohner
- Gemeinde Shangxin (上新乡) 12.841 Einwohner
- Gemeinde Yuntong (云同乡) 9.892　Einwohner